# Коктейль-міраж
«Коктейль-міраж» — радянський художній фільм 1991 року, знятий режисером Тамарою Антоновою на студії «Асмарал».

## Сюжет
Сентиментальна історія з детективним сюжетом про бідного художника, який вирішив підзаробити у кафе.

## У ролях
- Леонід Лютвинський — Іван
- Олександр Трофімов — Сергій
- Олексій Шейнін — Саша
- Анатолій Ромашин — Василь Васильович
- Тетяна Васильєва — Марина Михайлівна
- Катерина Стриженова — Оленька
- Борис Романов — дядько Коля, натурник
- Борис Хмельницький — «Пророк»
- Георгій Мартіросьян — «Спаситель»
- Олег Казанчеєв — Борис
- Сергій Арістов — клоун
- Сергій Гінзбург — клоун
- Марія Виноградова — Муся
- Любов Омельченко — Морфушка
- В'ячеслав Вдовін — швейцар
- Станіслав Костецький — епізод
- Андрій Войновський — епізод
- Олена Гольянова — епізод
- Герасим Лісиціан — епізод
- Махар Мамієв — епізод
- Тетяна Лозова — епізод
- Федір Смирнов — епізод
- Іван Тюрін — епізод
- В. Сейферов — епізод
- Олександр Філяс — епізод
- Світлана Вдовіна — офіціантка

## Знімальна група
- Режисер — Тамара Антонова
- Сценаристи — Тамара Антонова, Тетяна Антонова
- Оператор — Леонід Калашников
- Композитор — Павло Биков
- Художник — Тамара Антонова